# Ahn Bang-jun
 (janvier 2023).
Si vous disposez d'ouvrages ou d'articles de référence ou si vous connaissez des sites web de qualité traitant du thème abordé ici, merci de compléter l'article en donnant les références utiles à sa vérifiabilité et en les liant à la section « Notes et références ».
Ahn Bang-jun (20 juillet 1573 à Boseong – 13 novembre 1654 idem) est un érudit néoconfucéen, homme politique et écrivain de la période Joseon de Corée et chef de milice populaire durant les invasions japonaises de la Corée,. 
Ses surnoms sont Woosan et Eunbong, tandis qu'un nom de style chinois est Saeun.

## Biographie

### Jeunnesse
Ahn Bang-jun, né le 20 juillet 1573 à Boseong, est le fils de Ahn Jung-gwan. Il a été adopté par son oncle Ahn Jung-don. Il est l'élève de Park Gwang-jeon et Park Jong-jeong et, en 1591, âgé de 19 ans, il s'installe à Pusan et devient un élève de 
Seong Hon (en), un néoconfucianiste coréen,.

### Guerre d'Imjin
En 1592, Toyotomi Hideyoshi envahit par surprise la Corée en commençant par Pusan. Ahn Bang-jun lève une armée d'hommes valeureux, aidé par son ami et professeur Park Gwang-jeon. Après la montée au pouvoir de Gwanghaegun, son vassal Yi Yi-Cheom (이이첨) voulu le rencontrer pour le faire intégrer l'armée. Mais Ahn Bang-jun refusa toutes les offres et rentra à Usan, au nord de Boseong,,.

### Retraite
Ahn Bang-jun se consacre complètement à l'éducation de la jeunesse. En 1623, Injo devient roi à la suite d'un coup d'Etat; Ahn Bang-jun envoie une lettre l'année suivante à Kim Liu (김류), un fonctionnaire, pour demander au nouveau gouvernement d'employer des personnes talentueuses et d'honorer les predécesseurs du nouveau roi,. Le nouveau roi le nomma à deux postes prestigieux desquels il démissionna rapidement.
Durant la première et la seconde invasion mandchoue, Ahn Bang-jun leva encore une fois une armée d'hommes pour repousser les envahisseurs. Ils se sont rendus à Namhansanseong, où s'était réfugié le roi Injo et sa famille, mais devant la situation désastreuse le roi a préféré signer un traité de paix. Lorsque Hyojong, fils d'Injo, monte sur le trône, Ahn Bang-jun est nommé Gongjo Jwarang (공조 좌랑) et démissionne encore une fois.
Il a consacré toute sa vie à l'éducation  et a continué à conseiller le roi. Après sa mort, de nombreux rites ancestraux lui ont rendu hommages. Il a reçu à titre le posthume le nom de "Mungang" (문강).

## Œuvres
- Eunbongjeonseo (은봉전서, 隱峰全書)
- Samwongisa (삼원기사, 三寃記事)
- Gimyoyujeoknoralsusa (기묘유적노랄수사, 己卯遺蹟老辣瀡辭)

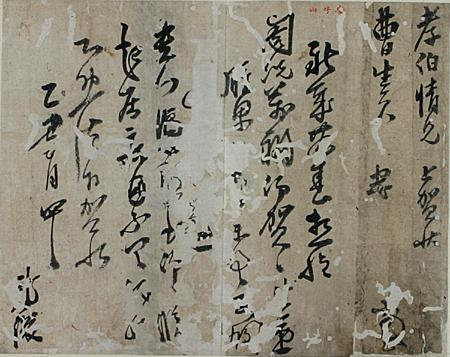
Lettre de la main d'Ahn Bang-jun.

- Sawoogamgyerok (사우감계록, 師友鑑戒錄)
- Honjeongrok (혼정록, 混定錄)
- Honjeongpyunrok (혼정편록, 混定編錄)
- Maehwanmoondap (매환문답, 買還問答)
- Hanguishinpyun (항의신편, 抗義新編)
- Leedaewonjeon (이대원전, 李大源傳)
- Honamuibyungrok (호남의병록, 湖南義兵錄)
- Boosangisa (부산기사, 釜山記事)
- Noryanggisa (노량기사, 露粱記事)